# Mandray
Mandray ist eine französische Gemeinde mit 590 Einwohnern (Stand 1. Januar 2022) im Département Vosges in der Region Grand Est (bis 2015 Lothringen). Sie gehört zum Arrondissement Saint-Dié-des-Vosges und zum Gemeindeverband Saint-Dié-des-Vosges.

## Geografie
Die Gemeinde Mandray liegt in den Vogesen, etwa zehn Kilometer südöstlich von Saint-Dié-des-Vosges, der Hauptstadt (chef-lieu) des gleichnamigen Arrondissements und ca. zehn Kilometer westlich des Vogesenkammes. Die nördlichen, östlichen und südlichen Gemeindegrenzen verlaufen auf Bergkämmen, die den Einzugsbereich des Bergbaches und Meurthe-Zuflusses Bérinchamp oder Mandresey umschließen. Eine Lücke zwischen diesen natürlichen Abgrenzungen bildet im Nordwesten der Übergang zum hier fast 1000 m breiten Meurthetal. Der höchste Punkt im Gemeindebereich von Mandray liegt auf 770 m Meereshöhe im äußersten Südosten. Weitere markante Erhebungen sind Tête des Raqués (688 m) und le Lange (731 m).
Das Gebiet der Gemeinde Mandray ist Teil des Regionalen Naturparks Ballons des Vosges (Parc Naturel Régional des Ballons des Vosges). Das 12,36 km² große Gemeindegebiet besteht zu fast drei Vierteln aus Wäldern (Forêt Communale de Mandray). In den tiefer gelegenen Gebieten herrscht Weideland vor, ein wirtschaftlicher Ackerbau ist aufgrund der Höhenlage nur eingeschränkt möglich.
Zu Mandray gehören die Ortsteile Basse Mandray, Haute Mandray, Bénifosse und Mardichamp. Nachbargemeinden von Mandray sind Entre-deux-Eaux im Norden, La Croix-aux-Mines im Osten, Fraize im Süden, Anould im Südwesten sowie Saint-Léonhard im Westen.

## Geschichte
Der Name des Dorfes Mandray ist seit dem 11. Jahrhundert (zunächst als Mandritio) überliefert. Es bestand damals ein Bann, der die Dörfer und Weiler Haute-, Moyenne- und Basse-Mandray, Bénifosse, Entre-Deux-Eaux, Remémont und Fouchifol umfasste. Die Niedere wie auch die Hohe Gerichtsbarkeit über den Bann Mandray übte das Kapitel Saint-Dié aus. Ab dem 17. Jahrhundert unterstanden die Bürgermeister von Mandray der Vogtei St. Die. Bis zum Bau der Kirche St. Jakobus im Jahr 1666 waren die Bewohner von Mandray in der Nachbargemeinde Fraize eingepfarrt. Die Kirche von St. Jakobus war Teil der Diözese und des Dekanates von Saint-Dié.
Von 1790 bis 1801 gehörte Mandray zum Kanton Saint-Leonard. Das Rathaus- und Schulgebäude wurde im Jahr 1853 errichtet; eine weitere Schule im Ortsteil Haute Mandray entstand bereits im Jahr 1849.

### Bevölkerungsentwicklung
Von 1821 bis 1911 zählte man in Mandray stets mehr als 1000 Bewohner. Nach drei Kriegen und dem Niedergang der Textilindustrie in der Umgebung sank die Bevölkerungszahl unter 700.
| Jahr      | 1962 | 1968 | 1975 | 1982 | 1990 | 1999 | 2006 | 2014 | 2021 |
| Einwohner | 501  | 429  | 411  | 523  | 596  | 619  | 602  | 598  | 589  |

Im Jahr 1846 wurde mit 1460 Bewohnern die bisher höchste Einwohnerzahl ermittelt. Die Zahlen basieren auf den Daten von cassini.ehess und INSEE.

## Sehenswürdigkeiten

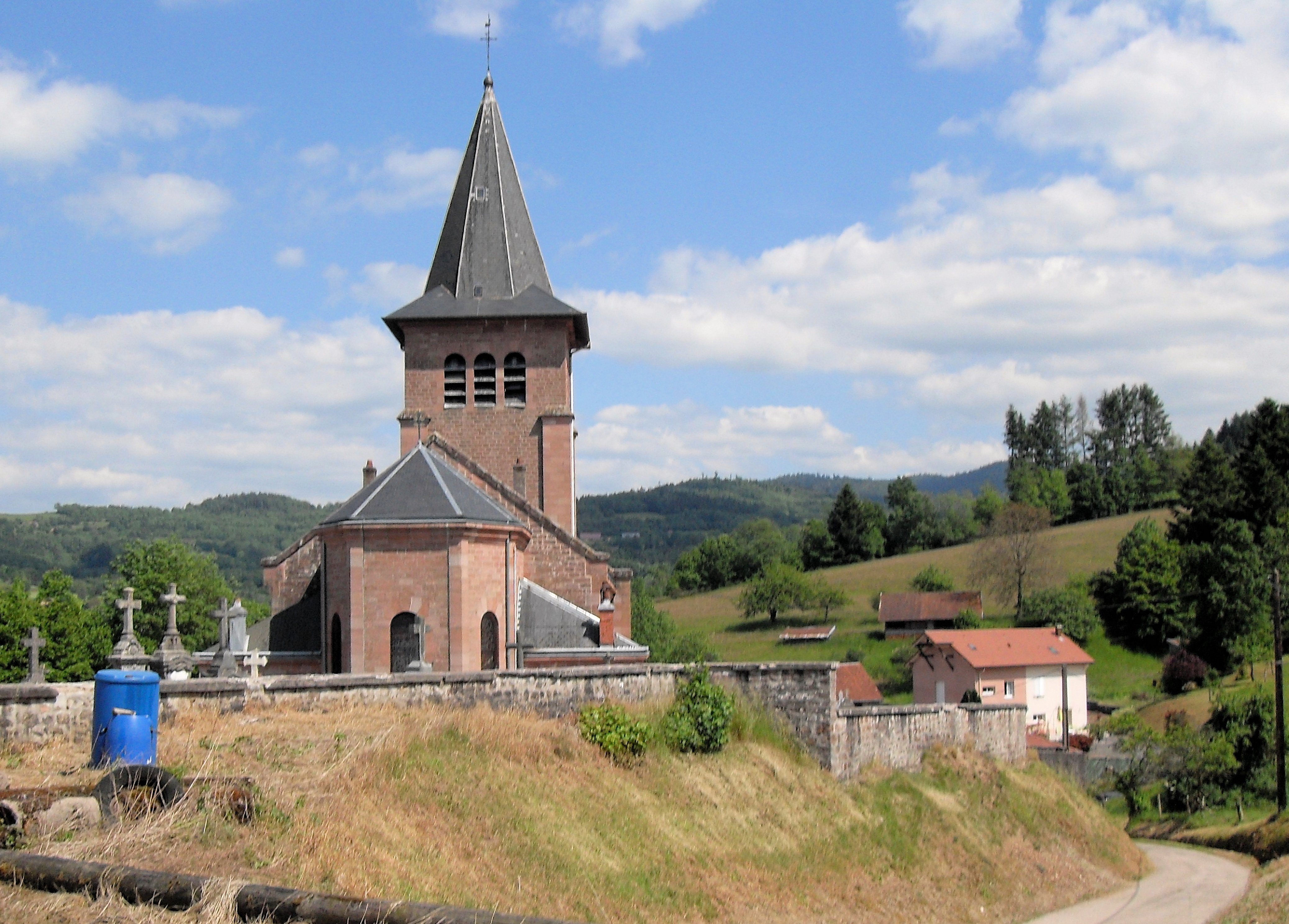
Kirche St. Jakobus

- Kirche St. Jakobus (Église Saint-Jacques), 1666 erbaut

## Wirtschaft und Infrastruktur
In der Gemeinde sind 16 Landwirtschaftsbetriebe ansässig (Getreide- und Gemüseanbau, Milchwirtschaft, Pferde- und Rinderzucht, Schweinehaltung). Nennenswert sind die Käseherstellung und das Brennen von Obstschnäpsen (Eau de vie). Durch den Waldreichtum in den oberen Vogesen hat die Forstwirtschaft eine lange Tradition. Zahlreiche Ferienhäuser und Pensionen unterstreichen die wachsende Bedeutung des Tourismus.
Mandray liegt abseits der überregional bedeutenden Verkehrswege. Über den 697 m hohen Col de Mandray ist die Gemeinde an die Fernstraße D 23 von Fraize nach Raves angebunden, die eine Spange zwischen den Vogesenpässen Col du Bonhomme und Col de Sainte-Marie bildet. Nach Nordwesten führt eine Straße von Mandray in das Tal der Meurthe und nach Saint-Dié-des-Vosges.

## Belege
1. ↑  Geschichte auf www.vosges-archives.com. (PDF) Ehemals im Original (nicht mehr online verfügbar); abgerufen am 1. September 2014 (französisch). (Seite nicht mehr abrufbar. Suche in Webarchiven)  Info: Der Link wurde automatisch als defekt markiert. Bitte prüfe den Link gemäß Anleitung und entferne dann diesen Hinweis.
2. ↑  Mandray auf cassini.ehess
3. ↑  Mandray auf INSEE
4. ↑  Landwirtschaftsbetriebe auf annuaire-mairie.fr (französisch)